# Persone di nome Stefano/Allenatori di calcio
| Questa pagina contiene informazioni ricavate automaticamente dalle voci biografiche con l'ausilio del template Bio e di un bot. L'aggiornamento è periodico e automatico e ricostruisce completamente la pagina. Se manca una persona in questa lista, sei pregato di non aggiungerla, ma accertati piuttosto che la sua voce biografica contenga il template Bio e che i dati anagrafici siano correttamente compilati. Se il template Bio manca, inseriscilo tu stesso o, in alternativa, metti l'avviso {{tmp\|Bio}} che ne segnala la mancanza. Se i dati riportati sono sbagliati, correggi direttamente la voce biografica; le modifiche saranno visibili in questa lista entro pochi giorni. Per chiarimenti vedi il progetto antroponimi. La lista contiene solo le 51 persone che sono citate nell'enciclopedia e per le quali è stato implementato correttamente il template Bio. Pagina aggiornata al 16 ott 2024. |

Questa è una lista di persone presenti nell'enciclopedia che hanno il nome Stefano e sono allenatori di calcio.

## A(2)
- Stefano Angeleri, allenatore di calcio e calciatore italiano (Castellazzo Bormida, n. 1926 - Bergamo, † 2012)
- Stefano Argilli, allenatore di calcio e ex calciatore italiano (Rimini, n. 1973)

## B(8)
- Stefano Bellè, allenatore di calcio e ex calciatore italiano (Marino, n. 1976)
- Stefano Bernini, allenatore di calcio e calciatore italiano (Castel San Giovanni, n. 1936 - Carpaneto Piacentino, † 1994)
- Stefano Bettella, allenatore di calcio e ex calciatore italiano (Cittadella, n. 1970)
- Stefano Bettinelli, allenatore di calcio e ex calciatore italiano (Milano, n. 1962)
- Stefano Bianconi, allenatore di calcio e ex calciatore italiano (San Miniato, n. 1968)
- Stefano Bonometti, allenatore di calcio, dirigente sportivo e ex calciatore italiano (Brescia, n. 1961)
- Stefano Brondi, allenatore di calcio e ex calciatore italiano (Livorno, n. 1961)
- Stefano Butti, allenatore di calcio e ex calciatore italiano (Lecco, n. 1961)

## C(6)
- Stefano Carobbi, allenatore di calcio e ex calciatore italiano (Pistoia, n. 1964)
- Stefano Ciucci, allenatore di calcio e ex calciatore italiano (Camaiore, n. 1965)
- Stefano Civeriati, allenatore di calcio e ex calciatore italiano (Sale, n. 1966)
- Stefano Colantuono, allenatore di calcio, dirigente sportivo e ex calciatore italiano (Roma, n. 1962)
- Stefano Cuoghi, allenatore di calcio e ex calciatore italiano (Modena, n. 1959)
- Stefano Cusin, allenatore di calcio e ex calciatore italiano (Montréal, n. 1968)

## D(8)
- Stefano D'Aversa, allenatore di calcio e ex calciatore italiano (Roma, n. 1956)
- Stefano Dalla Costa, allenatore di calcio e ex calciatore italiano (Locri, n. 1964)
- Stefano Daniel, allenatore di calcio, dirigente sportivo e ex calciatore italiano (Monastier di Treviso, n. 1968)
- Stefano De Agostini, allenatore di calcio e ex calciatore italiano (Tricesimo, n. 1964)
- Stefano De Angelis, allenatore di calcio e ex calciatore italiano (Roma, n. 1974)
- Stefano Desideri, allenatore di calcio, dirigente sportivo e ex calciatore italiano (Roma, n. 1965)
- Stefano Di Chiara, allenatore di calcio e ex calciatore italiano (Roma, n. 1956)
- Stefano Dicuonzo, allenatore di calcio e ex calciatore italiano (Torino, n. 1985)

## E(1)
- Stefano Eranio, allenatore di calcio e ex calciatore italiano (Genova, n. 1966)

## F(3)
- Stefano Ferretti, allenatore di calcio e ex calciatore italiano (Roma, n. 1960)
- Stefano Fiore, allenatore di calcio, dirigente sportivo e ex calciatore italiano (Cosenza, n. 1975)
- Stefano Fontana, allenatore di calcio e ex calciatore italiano (Seregno, n. 1965)

## G(4)
- Stefano Garuti, allenatore di calcio e ex calciatore italiano (Rubiera, n. 1959)
- Stefano Garzon, allenatore di calcio e ex calciatore italiano (Verona, n. 1981)
- Stefano Ghirardello, allenatore di calcio e ex calciatore italiano (Thiene, n. 1973)
- Stefano Guidoni, allenatore di calcio, dirigente sportivo e ex calciatore italiano (Torino, n. 1971)

## L(3)
- Stefano Lombardi, allenatore di calcio e ex calciatore italiano (Pordenone, n. 1976)
- Stefano Lorenzi, allenatore di calcio e ex calciatore italiano (Calcinate, n. 1977)
- Stefano Lucchini, allenatore di calcio e ex calciatore italiano (Codogno, n. 1980)

## M(6)
- Stefano Maccoppi, allenatore di calcio e ex calciatore italiano (Milano, n. 1962)
- Stefano Marcucci, allenatore di calcio e ex calciatore italiano (Gualdo Tadino, n. 1946)
- Stefano Melchiori, allenatore di calcio e ex calciatore italiano (Genova, n. 1965)
- Stefano Mobili, allenatore di calcio e ex calciatore italiano (Roma, n. 1968)
- Stefano Morrone, allenatore di calcio e ex calciatore italiano (Cosenza, n. 1978)
- Stefano Muccioli, allenatore di calcio e ex calciatore sammarinese (n. 1968)

## N(1)
- Stefano Nava, allenatore di calcio, commentatore televisivo e ex calciatore italiano (Milano, n. 1969)

## P(2)
- Stefano Perati, allenatore di calcio e calciatore italiano (Brescia, n. 1909)
- Stefano Pioli, allenatore di calcio e ex calciatore italiano (Parma, n. 1965)

## R(2)
- Stefano Razzetti, allenatore di calcio e ex calciatore italiano (Pizzighettone, n. 1971)
- Stefano Rossini, allenatore di calcio e ex calciatore italiano (Viadana, n. 1971)

## S(3)
- Stefano Sacchetti, allenatore di calcio e ex calciatore italiano (Modena, n. 1972)
- Stefano Sanderra, allenatore di calcio italiano (Roma, n. 1967)
- Stefano Sottili, allenatore di calcio e ex calciatore italiano (Figline Valdarno, n. 1969)

## T(1)
- Stefano Trevisanello, allenatore di calcio, dirigente sportivo e ex calciatore italiano (Venezia, n. 1953)

## V(1)
- Stefano Vecchi, allenatore di calcio e ex calciatore italiano (Bergamo, n. 1971)